# Friedrich Synold von Schüz
Friedrich August Ludwig Albert Justus Synold von Schüz (* 3. April 1840 in Neiße; † 22. März 1915) war ein preußischer Generalleutnant.

## Leben

### Herkunft
Er war der Sohn des späteren preußischen Generals der Kavallerie Ferdinand Synold von Schüz (1803–1876) und dessen Ehefrau Veronika Albertine, geborene von Schack (1803–1876).

### Militärkarriere
Synold trat am 6. Dezember 1857 als Freiwilliger in das 1. Garde-Regiment zu Fuß der Preußischen Armee ein. Dort wurde er am 13. Oktober 1859 zum Sekondeleutnant befördert und als solcher am 1. Juli 1860 in das 3. Garde-Regiment zu Fuß versetzt. Zwei Monate später trat Synold zur Kavallerie über und kam in das 1. Schlesische Husaren-Regiment Nr. 4. Er avancierte zum Regimentsadjutanten und war 1866 für die Dauer des Krieges gegen Österreich als Adjutant zur 11. Division kommandiert. Hier nahm er an der Schlacht bei Königgrätz teil.
Als Premierleutnant nahm Synold, wiederum zur 11. Division kommandiert, 1870/71 am Krieg gegen Frankreich teil. Er machte die Kämpfe bei Villepion sowie die Belagerungen von Tool und Paris mit und wurde mit dem Eisernen Kreuz II. Klasse ausgezeichnet. Bis 1881 stieg Synold zum Major auf und wurde Anfang Juli 1883 als etatsmäßiger Stabsoffizier in das Königs-Husaren-Regiment (1. Rheinisches) Nr. 7 versetzt. Ab Dezember 1886 mit der Führung des Regiments beauftragt, wurde er am 15. November 1887 zum Kommandeur ernannt. Unter Stellung à la suite seines Regiments beauftragte man ihn am 22. August 1891 mit der Führung der 4. Kavallerie-Brigade in Bromberg. In dieser Stellung folgte mit seiner Beförderung zum Generalmajor am 19. Dezember 1893 die Ernennung zum Kommandeur dieses Großverbandes. Am 20. Mai 1896 wurde Synold in Genehmigung seines Abschiedsgesuches mit der gesetzlichen Pension zur Disposition gestellt.
Anlässlich des 100. Geburtstages des verstorbenen Kaisers Wilhelm I. wurde Synold am 22. März 1897 der Charakter als Generalleutnant verliehen.

### Familie
Synold vermählte sich 1892 in Groß Tinz zuerst mit Therese von Goldfus (1852–1888) und dann mit deren Schwester Gertrud von Goldfus (1857–1928). Sie waren Geschwister des Silvius von Goldfus. Mit beiden Ehefrauen hatte er Kinder. Silvius von Goldfus hatte 1921 seinen Neffen Helmuth Synold von Schüz-Goldfus (1886–1929) adoptiert, der auch dessen Gut Kittelau erbte.